# کماکان
کماکان یک گروه موسیقی تلفیقی ایرانی است که در سال ۱۳۹۱ به سرپرستی مهدی ساکی با هدف تجربه‌ای نو در ترکیب موسیقی معاصر با موسیقی جنوب ایران شکل گرفت. این گروه با الهام از اشعار مولانا و ترکیب آن‌ها با موسیقی فولکلور جنوب ایران، به‌علاوه بهره‌گیری از اشعار ابراهیم منصفی، آثار خود را تولید کرده و تاکنون در رویدادهای بین‌المللی متعددی به اجرا پرداخته است.

## شکل‌گیری
گروه موسیقی «کماکان» در اوایل دههٔ ۱۳۹۰ به ابتکار مهدی ساکی، هنرمند اهل اهواز و فارغ‌التحصیل رشتهٔ بازیگری تئاتر، شکل گرفت. ساکی که پیش‌تر در عرصهٔ تئاتر و سینما فعالیت داشت، با هدف خلق فضایی نوآورانه و متفاوت در موسیقی، ایدهٔ تشکیل گروه را مطرح کرد. تمرکز اولیهٔ گروه بر بازآفرینی موسیقی جنوب ایران با بهره‌گیری از اشعار کلاسیک فارسی و عربی بود. این روند سرانجام به انتشار اولین آلبوم رسمی گروه با نام «کماکان» در سال ۱۳۹۴ انجامید که با استقبال مخاطبان و منتقدان همراه شد. این آلبوم که تنظیم‌های آن توسط ماکان اشگواری انجام شده بود، ترکیبی از موسیقی محلی و فضای عرفانی ارائه می‌داد.

## اعضای گروه
- مهدی ساکی – خواننده و رهبر گروه
- مجتبی خاتمی – نوازندهٔ سازهای کوبه‌ای و خواننده
- عارف میرباقی – نوازندهٔ گیتار بیس
- شعیب کمین‌پور – نوازندهٔ گیتار الکتریک
- فرهاد اسدی – نوازندهٔ درامز
- کاوه غفاری – نوازندهٔ کیبورد و آکوردئون[۴]

## سبک و رویکرد
گروه کماکان با الهام از موسیقی جنوب ایران، به‌ویژه سنت‌های بوشهر و خوزستان، در آثار خود از آوازهای کار دریایی، ذکرهای آیینی و ریتم‌های کوبه‌ای محلی بهره می‌گیرد. این گروه همچنین از اشعار عرفانی فارسی، به‌ویژه مولانا، الهام می‌گیرد و بخشی از فضای موسیقایی خود را بر مفاهیم معنوی استوار می‌کند. کماکان در کنار استفاده از عناصر سنتی، به ترکیب سبک‌هایی چون جز، بلوز، موسیقی الکترونیک و مینیمالیسم نیز می‌پردازد. این رویکرد باعث شده آثار گروه در چارچوب سبک‌های مشخص جای نگیرند و تلفیقی میان موسیقی محلی و نوگرایی را دنبال کنند. استفاده از زبان‌های فارسی و عربی نیز از جمله ویژگی‌های شاخص این گروه است که در کنار تنوع فرهنگی و موسیقایی ابعاد متفاوتی به آثار آن می‌بخشد.

## حضور بین‌المللی
کماکان در طول دوران فعالیت خود در فستیوال‌ها و رویدادهای بین‌المللی متعددی حضور یافته است، از جمله:
- فستیوال Babylon Festival for International Cultures and Arts 2025
- فستیوال موسیقی کوچه (ایران، با بخش بین‌المللی)[۷]
- فستیوال نوروزی برلین (آلمان، ۲۰۲۲)[۸]
- خانهٔ جهانی موسیقی (بروکسل، بلژیک، ۲۰۱۹)[۹]

## آلبوم‌ها
- کماکان نخستین اثر رسمی گروه کماکان به خوانندگی مهدی ساکی و تهیه کنندگی احسان رسول‌اف است که در اردیبهشت ۱۳۹۴ منتشر شد. این آلبوم شامل ۱۲ قطعه با مدت‌زمان ۴۹ دقیقه و ۲ ثانیه است و ترکیبی از موسیقی بومی جنوب ایران، اشعار کلاسیک فارسی از جمله مولانا، ابراهیم منصفی و حسین منزوی، لالایی‌های محلی و زبان عربی را ارائه می‌دهد. در تولید این اثر، نوازندگان و هنرمندانی به عنوان همخوان، از جمله ماکان اشگواری، داریوش آذر و ابراهیم علوی همکاری داشتند.[۱۰] پس از انتشار، این آلبوم واکنش‌های متنوعی از سوی منتقدان و مخاطبان دریافت کرد. برخی آن را تجربه‌ای نو در تلفیق موسیقی عرفانی و مدرن ارزیابی کردند، در حالی که برخی دیگر به چالش‌های این تلفیق و میزان موفقیت آن در ایجاد پیوند میان عناصر سنتی و معاصر اشاره داشتند. این آلبوم جایگاه گروه کماکان را به‌عنوان یک گروه فعال در موسیقی تلفیقی ایران معرفی کرد و مسیر همکاری‌ها و اجراهای بعدی آن‌ها را شکل داد. به‌کارگیری عناصر موسیقایی ملل مختلف در قالب کلی موسیقی پاپ نقشی در جذب طیف‌های گوناگون مخاطب داشت و باعث شد آثار گروه نه‌فقط در میان علاقه‌مندان به موسیقی بومی، بلکه در میان مخاطبان سبک‌های تلفیقی و مدرن نیز شنیده شود. در تور اجراهای این آلبوم همکاری با هنرمندان مختلفی از جمله سردار سرمست، ابراهیم علوی و مهرداد علیزاده صورت گرفت.[۱۱][۱۲]

- قطعات: شوفی، شکر، یوما، یعنی مادر، گم اندر گم، دعوت، نیست دگر، دست زنان، دیب دیب، کماکان، حلقه به حلقه، لبخند
- است (۱۴۰۲) – شامل ۱۰ قطعه با تمرکز بر عناصر الکترونیک و تلفیق آن با اشعار کلاسیک؛ تجربه‌گراتر از آلبوم اول. از جمله همکاری‌های این آلبوم می‌توان به حمزه مقدم، ماکان اشگواری و مینا دریس اشاره کرد.[۱۳]

- قطعات: وَتَبوگآ، شکر و قند، است، سنگ سنگ، چُوبی، میرِ دروغین، جآر، دولت عشق، اصل، روح